# Tarczeń
Tarczeń (Peltandra Raf.) – rodzaj półwodnych roślin zielnych, należący do rodziny obrazkowatych, liczący dwa gatunki endemiczne: Peltandra sagittifolia, pochodzący z południowo-wschodniej części Stanów Zjednoczonych, oraz tarczeń wirgiński (Peltandra virginica), pochodzący z południowo-wschodniej Kanady oraz środkowej i wschodniej części Stanów Zjednoczonych.

## Morfologia
PokrójŚredniej wielkości rośliny zielne tworzące skupiska.
KorzenieGrube, włókniste korzenie przybyszowe.
ŁodygaPodziemne, rosnące pionowo kłącze.
LiścieOgonki liściowe różowe z zielonymi kropkami, o długości 31–59 cm (P. sagittifolia) lub zielone do purpurowo-zielonych o długości 38–98 cm (tarczeń wirgiński). Blaszki liściowe nietarczowate, strzałkowate lub oszczepowate, z zaokrąglonym lub spiczastym kończykiem, z 3 żyłkami pierwszorzędowymi i równoległymi żyłkami drugorzędowymi (nerwacja pierzasta). W przypadku gatunku P. sagittifolia blaszki jasnozielone o wymiarach 8–31×4–11 cm; u tarcznia wirgińskiego blaszki ciemniejsze, o wymiarach 9–57×5–15 cm.
KwiatyRoślina jednopienna. Przed wypuszczeniem liści roślina tworzy kilka kwiatostanów, typu kolbiastego pseudancjum, o długości 5–12 cm (P. sagittifolia) lub 7×25 cm (t. wirgiński). Szypułki o długości 20–56 cm (P. sagittifolia) lub 30–58 cm (P. virginica). Pochwa kwiatostanu wydłużona, zwinięta w dolnej części i otwarta w górnej; biała i szeroko rozwarta (P. sagittifolia) lub zielona z białymi lub żółtawymi brzegami wąsko uchylona (t. wirgiński). Cylindryczna kolba, w dolnej części, ukrytej w zwiniętym fragmencie pochwy, pokryta kwiatami żeńskimi. Położone wyżej kwiaty męskie oddzielone są od żeńskich paskiem prątniczek. Luźne prątniczki występują czasem również na wierzchołku kolby. W przypadku gatunku P. sagittifolia długość kolby stanowi 50% długości pochwy; w przypadku tarcznia wirgińskiego kolba jest zawsze dłuższa, ale nie przekracza długością pochwy. Kwiaty męskie składają się z 3–5 pręcików złączonych w płaskie, tarczowate synandrium, na krawędzi którego znajduje się 6-10 pylników, uwalniających pyłek przez por na wierzchołku. Kwiaty żeńskie z 1-komorowymi zalążniami, zawierającymi 1 amfitropowy zalążek (do 4 zalążków w przypadku tarcznia wirgińskiego). Zalążnie otoczone są przez 4–5 mięsistych i łuskowatych prątniczek. Szyjki słupka wzniesione, krótkie, grube. Znamiona słupka małe, położone na szczycie szyjek.
OwoceZwisający, kulisty, otoczony skórzastą pochwą owocostan składa się z  czerwonych (P. sagittifolia) lub zielonych do purpurowo-zielonych (t. wirgiński) jagód, zawierających nasiona otoczone galaretowatą substancją. Nasiona bez bielma.
Gatunki podobneRośliny z rodzaju kolokazja, od których różni się przede wszystkim brakiem tarczowatych blaszek liściowych, oraz rośliny z rodzaju Typhonodorum, od których różni się brakiem pseudołodygi stworzonej przez pochwy liściowe oraz synandrycznymi kwiatami męskimi.

## Biologia i ekologia
RozwójByliny, hemikryptofity, helofity, kwitnące od przeważnie późną wiosną i latem. Kwiaty gatunku P. virginica zapylane są przez muchówki z gatunku Elachiptera formosa. Kwiatostany służą tym owadą jako miejsce rozmnażania i składania jaj. Larwy muchówek żerują na fragmencie kolby pokrytym kwiatami męskimi, który gnije po przekwitnieniu roślin. Głównym składnikiem aromatu wydzielanego przez rośliny jest 1,3,6-trimetylo-2,5-dioksabicyklo[3.2.1.]nonan.
SiedliskoGatunek P. sagittifolia zasiedla wyłącznie kwaśne gleby (średnie pH 4,8) na wysokości do 60 m n.p.m. Tarczeń wirgiński zasiedla mokradła, torfowiska, bagna, bagna i rowy z wodą słodką lub o lekkim nasoleniu, występuje również wzdłuż brzegów stawów, rzek i jezior. Występuje na wysokości 0–1200 m n.p.m.
BioindykacjaCzęści naziemne i nasiona tarcznia wirgińskiego są składnikiem diety baribali.
GenetykaLiczba chromosomów 2n = 28, 112.

## Systematyka
Rodzaj z plemienia Peltandreae, podrodziny Aroideae, rodziny obrazkowatych.

## Nazewnictwo
Toponimia nazwy naukowejNazwa naukowa rodzaju pochodzi od greckich słów pelte (tarcza) i andros (mężczyzna) i odnosi się do kształtu kwiatów męskich roślin tego rodzaju.
Nazwy zwyczajoweW języku angielskim gatunek P. sagittifolia określany jest jako spoon flower lub white arrow arum, a tarczeń wirgiński jako arrow arum, green arrow arum lub tuckahoe.

## Zastosowanie
Rośliny jadalneOba gatunki roślin z rodzaju tarczeń są jadalne. W przypadku gatunku P. sagittifolia spożywane są korzenie i owoce. Owoce i korzenie muszą być dobrze ugotowane lub wysuszone przed spożyciem, w celu pozbycia się szczawianu wapnia. W przypadku tarcznia wirgińskiego jadalne są kwiatostany, korzenie i nasiona. Z mąki uzyskanej z wysuszonych nasion piecze się chleb o smaku ciasta kukurydzianego i kakao. Kolba kwiatostanu, po ugotowaniu, jest bardzo smaczna. W celu pozbycia się toksyczności indianie gotują ją przez około 9 godzin. Korzenie obu gatunków są bogate w węglowodany i mogą być używane jako zamiennik mąki.
Rośliny ozdobneRośliny z rodzaju tarczeń, w szczególności t. wirgiński są stosowane do ozdoby brzegów oczek wodnych i stawów. Wymagają stanowiska słonecznego. Pojemniki z roślinami powinny być umieszczane płytko pod powierzchnią wody. Są to rośliny wolno rosnące i nieagresywne.